# Зяньковецька сільська рада (Немирівський район)
| Зяньковецька сільська рада — колишній орган місцевого самоврядування у Немирівському районі Вінницької області з адміністративним центром у с. Зяньківці. Сільській раді були підпорядковані населені пункти: - с. Зяньківці - с. Анциполівка |

## Склад ради
Рада складалася з 12 депутатів та голови.

## Керівний склад сільської ради
| ПІБ                        | Основні відомості                                                               | Дата обрання | Дата звільнення |
| -------------------------- | ------------------------------------------------------------------------------- | ------------ | --------------- |
| Заводян Михайло Андрійович | Сільський голова, 1962 року народження, освіта, безпартійний                    | 26.03.2006   | 31.10.2010      |
| Стеблюк Оксана Анатоліївна | Сільський голова, 1977 року народження, освіта середня спеціальна, позапартійна | 31.10.2010   |                 |

Примітка: таблиця складена за даними джерела